# Helen Morgan (hockey sur gazon)
Pour les articles homonymes, voir Helen Morgan (homonymie) et Morgan.
Helen Jane Morgan, née le 20 juillet 1966 à Porthcawl (Pays de Galles) et morte le 19 novembre 2020, est une joueuse britannique de hockey sur gazon.

## Biographie
Helen Morgan participe au tournoi de hockey sur gazon aux Jeux olympiques d'été de 1992 à Barcelone et remporte avec l'équipe nationale la médaille de bronze.
Elle remporte avec le club de Swansea City six titres nationaux.